# Arvid Forbus
Arvid Forbus, född 1598 på Ånäs gård i Borgå socken i Nyland, död 1665 i Stettin i svenska Pommern, var en svensk militär, general. Han tillhörde den skotska släkten Forbes.

## Biografi
Arvid Forbus var son till Ernald Forbes till Nybacka i Nyland och Carin Björnram, dotter till amiralen Mats Andersson Björnram (släkten Björnram) till Ånäs, den gård där Arvid Forbus föddes. 
Forbus utmärkte sig under trettioåriga kriget, där han tjänade sig upp från menig till överstelöjtnant 1630. Han blev senare överste för ett värvat regemente, och utmärkte sig mycket under hertig Bernhard av Sachsen-Weimars befäl, särskilt vid Rheinfelden 1638. Han sändes därpå på uppdrag till Sverige och stannade inom landet, 1641 blev han överkommendant i Vorpommern, 1646 generalmajor och 1648 Pommerns viceguvernör. Han utnämndes 1650 till krigsråd och 1653 till riksråd. Under danska kriget 1657–1658 organiserade han södra Sveriges krigsväsende, och utnämndes 1658 till general. År 1638 adlades han och 1652 upphöjdes han till friherre på bland annat Kumo gård.
Forbus var gift med Margareta Boije af Gennäs (1604–1668), en dottersonsdotter till Hans Larsson Björnram från Bureätten. Deras dotter Sophia Juliana gifte sig med Axel Julius De la Gardie. Den ende sonen blev ihjälkörd av en häst i unga år.

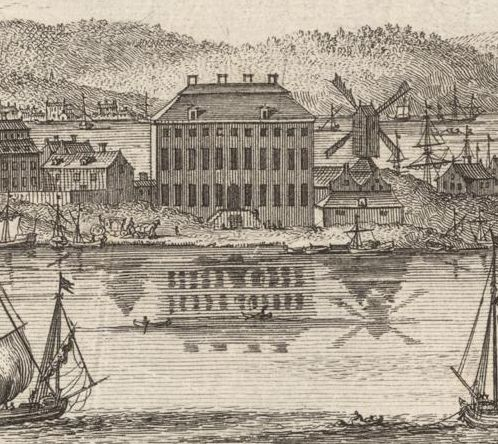
Forbus palats i Suecian 1698

Forbus lät i slutet av 1650-talet uppföra ett palats på Blasieholmen, sedermera känt som det Norska Ministerhotellet.